# Club Voleibol Eivissa 2015-2016
Questa voce raccoglie le informazioni riguardanti il Club Voleibol Eivissa nelle competizioni ufficiali della stagione 2015-2016.

## Organigramma societario
Area direttiva
- Presidente: Javier Escandell
- Vice presidente: Crescenciano Huerta

Area organizzativa
- Tesoriere: Mariano Esteban

Area tecnica
- Allenatore: Toni Corona
- Allenatore in seconda: David Lorente
- Assistente allenatore: Marcelo De Stefano
- Scout man: Carlos Basti

Area sanitaria
- Preparatore atletico: David Lorente
- Fisioterapista: Alberto Canamares

## Rosa
| N° | Nome                 | Ruolo | Data di nascita   | Nazionalità sportiva |
| -- | -------------------- | ----- | ----------------- | -------------------- |
| 1  | Orestes Carvalho     | C     | 21 settembre 1981 | Spagna               |
| 2  | Edmond Solanas       | S     | 13 giugno 1976    | Spagna               |
| 3  | José Cardenache      | C     | 22 giugno 1969    | Cuba                 |
| 4  | Arthur Borges        | S/O   | 15 marzo 1988     | Brasile              |
| 6  | Pablo Dus            | P     | 19 settembre 1990 | Spagna               |
| 7  | Víctor Sánchez       | L     | 12 ottobre 1990   | Spagna               |
| 8  | Nicolás Ronchi       | S/O   | 17 maggio 1983    | Uruguay              |
| 9  | Jesús Bruque         | P     | 13 luglio 1991    | Spagna               |
| 12 | Gerard Osorio        | S     | 29 marzo 1993     | Spagna               |
| 15 | Jean Pascal Diedhiou | C     | 8 ottobre 1993    | Senegal              |
| 17 | Raúl Muñoz           | S     | 6 marzo 1991      | Spagna               |
| 18 | Elvis de Oliveira    | C     | 30 novembre 1988  | Brasile              |